# スーパーツール
株式会社スーパーツール（英: SUPER TOOL CO., LTD.）は大阪府堺市に本社をおく、作業工具を主として製造販売する企業。
 SUPERTOOLやSUPER、スーパー、スーパー印などのブランドで製品を販売している。

## 概要
創業時より作業工具の製造に着手、以来順次新製品を開発し国内・海外で販売使用されている。工具・クレーン・吊クランプ・吊フック等において、独自の技術で取り組む開発型企業である。
工具では国内同業他社に比べ、ラチェットレンチの品揃えが充実している。

## 沿革
- 1918年（大正7年）- 大阪府堺市北旅籠町にて創業。
- 1942年（昭和17年）9月 - 日鍛工器株式会社として大阪府堺市高須町に設立。
- 1952年（昭和27年）5月 - モンキーレンチのJIS表示の許可を受ける。
- 1957年（昭和32年）3月 - チェーントングを開発、販売開始する。
- 1960年（昭和35年）2月 - 両口めがねレンチのJIS表示の許可を受ける。
- 1962年（昭和37年）6月 - スパナのJIS表示の許可を受ける。
- 1963年（昭和38年）3月 - グリッププライヤ、スナップリングプライヤ開発、販売開始する。
- 1965年（昭和40年）
  - 3月 - 営業部門を独立させ、株式会社スーパーツールを大阪府堺市南清水町に設立。
  - 12月 - 工場を大阪府堺市見野山（現在地）に移転。
- 1966年（昭和41年）11月 - 押え金具類シリーズ製品を開発、販売開始する。
- 1974年（昭和49年）9月 - プーラシリーズ製品を開発、販売開始する。
- 1975年（昭和50年）9月 - 配管工具類シリーズ製品を開発、販売開始する。
- 1977年（昭和52年）9月 - 吊クランプ類鉄鋼用吊クランプ製品を開発、販売開始する。
- 1980年（昭和55年）3月 - 製販一体化し、商号を株式会社スーパーツールに変更する。
- 1994年（平成6年）3月 - 株式を日本証券業協会に店頭登録（現在のジャスダック）。
- 1995年（平成7年）10月 - クリーンルーム用特殊クレーを開発、販売開始する。
- 1996年（平成8年）10月 - 簡易型特殊クレーンを開発、販売開始する。
- 1997年（平成9年）12月 - フオークリフト型天井走行クレーンを開発、販売開始する。
- 1998年（平成10年）1月 - 切削式ローレットホルダーを開発、販売開始する。
- 2002年（平成14年）7月 - マイクロエアーグラインダーを開発、販売開始する。

## 主な商品
- 作業工具類（一般工具・配管工具）ラチェットレンチ、めがねレンチ、シャコ万力、モンキーレンチ、プライヤ、ソケットレンチ
- 工場機械関係（機械の保守整備用工具）パイプレンチ、チェーントング、ウォーターポンププライヤ、チューブ／パイプカッター、フレアリングツール、ツバ出工具、チューブベンダー
- 吊クランプ類（鉄鋼用、土木コンクリート製品用）
- 整備工具
- 治工具